# 三ツ森あきら
三ツ森 あきら（みつもり あきら）は、日本の漫画家。

## 概要
1993年から1999年まで「週刊少年マガジン」（講談社）誌上で『LET'S ぬぷぬぷっ』を連載。（TBS「ワンダフル」内でアニメ化もされる。）前者以外にも『わんるーむ』など「週マガ」ではエロ要素（少年誌の範囲内で）を含めたギャグ漫画を描いていたが、「週マガ」から去った後は主に竹書房の雑誌で麻雀漫画を描いている。また『LET'S ぬぷぬぷっ』を18禁化した『Let'sぬぷぬぷっスーパーアダルト』を竹書房の雑誌で連載中。
一部の作品では「三ッ森あきら」とッが小さくなっているものがある（読み方は一緒）。

## 作品リスト
- LET'S ぬぷぬぷっ（講談社・週刊少年マガジン、全9巻）
- わんるーむ（講談社・週刊少年マガジン、全3巻）
- ペット松・竹・梅（講談社・マガジンGREAT）
- OLさんの履歴書（竹書房・まんがくらぶオリジナル）
- 雀バカ三姉妹物語（竹書房・近代麻雀オリジナル）
- 州立シュワシュワ高校ギャンブル部SEED（竹書房・近代麻雀ギャンブルCOM）
- LET'Sぬぷぬぷっ スーパーアダルト（竹書房・Dokiっ!、全3巻）
- ペルベルト姉さん（竹書房・近代麻雀）
- エコエコクラブ（小学館・週刊少年サンデー）※原作：川口憲吾[注釈 1]

## イラストなど
- まちがい探しアワード（日本文芸社・週刊漫画ゴラク）2011年から。